# Frontera Rivera Chico
Der Club Social y Deportivo Frontera Rivera Chico, kurz Frontera Rivera Chico  (Spitznamen: El Rojo, Diablos rojos, La Cuaró), ist ein Fußballverein aus der uruguayischen Stadt Rivera an der Grenze zu Brasilien.

## Geschichte

### Amateurfußball
Der Verein entstand am 23. September 1973 aus einer Fusion des Club Social Rivera Chico (gegründet 1. Oktober 1932) und des Club Atlético Frontera (gegründet 2. Juni 1944, bis 1946 zunächst unter dem Namen Platense bekannt). Der Vorläuferverein Club Atlético Frontera gewann in den Jahren 1947, 1953, 1963, 1967 und 1969 jeweils die Meisterschaft in der Liga Departamental de Fútbol de Rivera. 1980, 1994 und 1996 folgten drei weitere Meistertitel unter der namentlichen Bezeichnung Frontera Rivera Chico in dieser Spielklasse.

### Profifußball
Im Jahr 1995 nahm man an der Liguilla Pre-Libertadores, der Qualifikationsrunde für die Copa Libertadores, teil und belegte dort mit lediglich einem erzielten Sieg und einem Unentschieden den letzten Rang von acht angetretenen Mannschaften. 1996 verließ der Verein die Organización del Fútbol del Interior (OFI) und trat der Asociación Uruguaya de Fútbol (A.U.F.) bei. Es folgte auf Antrag die Eingliederung in die Segunda División Profesional de Uruguay. Der bis dahin seit der Fusion unter dem Namen Club Social y Deportivo Frontera Rivera Chico firmierende Verein nannte sich fortan bis zum Jahr 2003 Club Social y Deportivo Frontera Rivera. 2003 kehrte man später zum alten Namen zurück.
1997 belegte man in der Zweiten Liga lediglich den 13. und somit letzten Platz. Da es in jener Saison jedoch keinen Absteiger gab, hielt man die Klasse. In der Zweitligasaison 1998 rangierte Frontera Rivera Chico sowohl nach der Apertura als auch nach der Clausura auf dem 7. Tabellenplatz. Dies bedeutete in der Saison-Gesamttabelle durch die Belegung des 5. Rangs die Qualifikation zur 4er-Aufstiegsrunde (Liguilla de Promoción). Dort setzte man sich gegen Deportivo Maldonado, Central Español und Progreso durch und stieg somit in die Primera División auf. Nun kurz als Frontera Rivera bezeichnet, war man damit das erste Team in der Geschichte des uruguayischen Fußballs, das außerhalb der Grenzen Montevideos beheimatet ist und in die höchste Liga des Landes aufstieg. Zu den Spielern Frontera Riveras in der Aufstiegssaison zählten beispielsweise Carlos Silva, Hugo Alvez, Walter Surraco, Darwin Quintana und Marcelo Borges. Hier verweilte man nun in den Spielzeiten 1999 und 2000. 1999 belegte man nach der Apertura Rang 11. Die Clausura beendete man auf dem 9. Platz, den man auch in der Saison-Gesamtwertung innehatte. Im Jahr 2000 reichte es in der Apertura nur noch zum 16. und somit drittletzten Rang, nach der Clausura rangierte man auf der 15. Tabellenposition, was zum 16. Saison-Gesamtrang führte. Somit musste man in die Abstiegs-Relegation. Am 9. und 13. Dezember des Jahres 2000 trug man diese gegen Fénix aus und musste nach einem 0:0 im Hinspiel durch einen Treffer Jorge Puglias im Rückspiel, der eine 0:1-Heimniederlage besiegelte, den Gang zurück in die Zweitklassigkeit angehen. Zu den Spielern in dieser erfolgreichsten Phase der Vereinsgeschichte gehörte seinerzeit der vormalige Italien- und Frankreich-Legionär sowie mehrfache uruguayische und brasilianische Meister und Südamerikas Fußballer des Jahres 1988 Rubén Paz.

### Rückkehr in den Amateurbereich
Aufgrund finanzieller Schwierigkeiten musste sich der Verein in den Amateurfußball zurückziehen. Die Fußballmannschaft des Vereins spielt seit 2003 wieder in der Liga Departamental de Fútbol de Rivera.

## Stadion
Seine Heimspiele trägt der Verein im 27.135 Plätze fassenden Estadio Atilio Paiva Olivera aus.

## Erfolge
- Aufstieg in die Primera División (1998)
- 8× Meister der Liga Departamental de Fútbol de Rivera: (1947, 1953, 1963, 1967, 1969, 1980, 1994, 1996)

## Ehemalige Präsidenten
- 11. Dezember 2009 bis 21. Oktober 2011: Juan Francisco Xavier[11][12]

## Ehemalige Trainer
- Carlos Wallace
- 1999: Gerardo Pelusso
- 2000: Saúl Rivero
- Ariel Petrullo
- Da Rosa (Brasilien)[13]
- um Dezember 2011: Alfonso Rivero[14]